# Terukazu Shinozaki
Terukazu Shinozaki (japanisch 篠崎 輝和 Shinozaki Terukazu; * 13. Mai 1998 in der Präfektur Ibaraki) ist ein japanischer Fußballspieler.

## Karriere
Terukazu Shinozaki erlernte das Fußballspielen in der Jugendmannschaft der Kashima Antlers sowie in der Universitätsmannschaft der Sanno University. Seinen ersten Profivertrag unterschrieb er am 1. Februar 2021 bei Azul Claro Numazu. Der Verein aus Numazu, einer Hafenstadt in der Präfektur Shizuoka auf Honshū, spielt in der dritten japanischen Liga. Sein Drittligadebüt gab Terukazu Shinozaki am 19. September 2021 (19. Spieltag) im Heimspiel gegen Kamatamare Sanuki. Hier wurde er nach der Halbzeitpause für Akira Ōsako eingewechselt. Kamatamare gewann das Spiel 2:0.